# Entrez dans la danse
Entrez dans la danse est un roman de l'écrivain français Jean Teulé paru en 2018.

## Résumé
En 1518, la famine et la misère ont mené la ville de Strasbourg au bord du gouffre. C'est alors que se déclare l'épidémie dansante de 1518 : des centaines de gens se mettent à danser, danser encore, danser jour et nuit pour (selon l'auteur) oublier leurs maux et dire leur faim de vivre.
Le roman relate, crûment et avec cynisme, les efforts de la ville pour guérir ces malades et restaurer l'ordre.